# Шоколадна війна (2013)

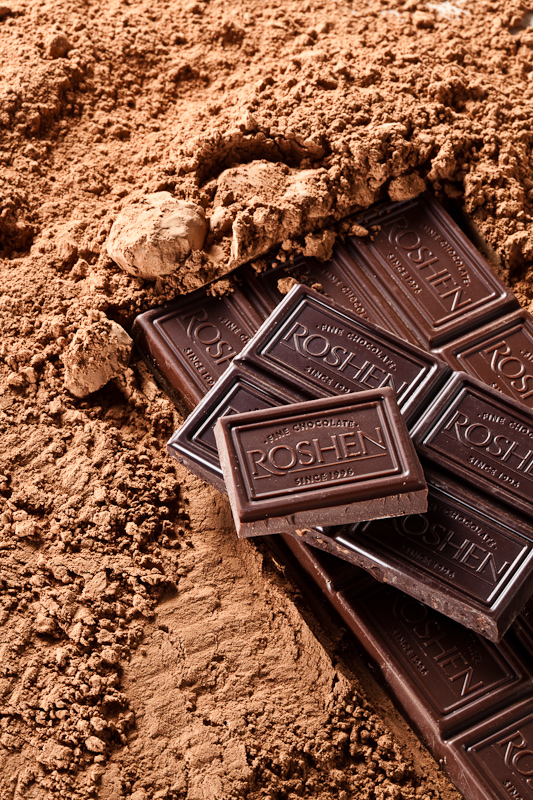

«Шокола́дна війна́» — торговельно-економічне протистояння між Україною та Росією влітку 2013 року, викликане забороною продажів у Росії продукції української кондитерської компанії «Roshen», також використана як інструмент економічного та політичного тиску на Україну з боку Росії.
Приводом до початку «Шоколадної війни» стала заява про наче б то "низьку якість" шоколаду та цукерок виробництва компанії «Roshen», виголошена головним державним санітарним лікарем РФ Геннадієм Онищенком. 

## Передумови
Більшість аналітиків схиляється до того, що «Шоколадна війна», як й інші торговельно-економічні протистояння між Росією та Україною, є наслідком непоступливості України щодо наміру Росії втягування її до проросійськи налаштованого Митного союзу. Це також підтверджується тим, що напередодні до заяви про заборону експорту Президент Росії Володимир Путін відвідав Київ в рамках святкування Дня Хрещення Русі, але отримав аж надто «прохолодне» приймання з боку українського політикуму.
З кінця липня 2013 року федеральна митна служба Російської Федерації посилила контроль вантажів, що ввозяться з України для більш ніж 40 українських компаній, включаючи ПАТ «Укрнафта», а також низки підприємств бізнесмена Дмитра Фірташа.

## Хронологія подій
11 липня стало відомо про можливі претензії Росспоживнагляду до якості українських цукерок. Геннадій Онищенко зазначив, що особливу тривогу викликає продукція компанії «Roshen».
29 липня Геннадій Онищенко повідомив про введення заборони на імпорт шоколаду та іншої продукції української компанії «Roshen». За його словами, це було зроблено через систематичні порушення вимог якості та безпеки. З його слів, у молочному шоколаді була наче б то знайдена канцерогенна речовина бензопірен.
30 липня асоціація «Укркондпром» звернулася до уряду України з проханням залагодити питання із забороною на постачання у РФ кондитерських виробів компанії «Roshen». Президент асоціації Олександр Балдинюк заявив, що якість і безпека продукції Roshen раніше були підтверджені сертифікаційними установами Росії. В цей же день Мінекономрозвитку України сформував групу перемовників, готових виїхати до Москви. Передбачалось, що вони будуть забезпечені результатами внутрішніх експертиз — як виробничих, так і незалежних.
1 серпня міністр аграрної політики і продовольства Микола Присяжнюк підтвердив: всі експертизи проведено, якість цукерок і кондитерської продукції відповідає стандартам і претензій в української влади до «Roshen» немає. Присяжнюк також повідомив, що переговори про припинення заборони могли б розпочатися вже 5 серпня. Одразу після цієї заяви з Москви надійшло повідомлення, що жодних домовленостей про переговори на 5 серпня не існує.
2 серпня про намір перевірити продукцію «Рошен» на відповідність вимогам законодавства Митного союзу заявили білоруські санітарні служби.
Слідом почав перевірку ввезеної кондитерської продукції «Рошен» Санепідемнагляд Киргизстану
6 серпня Білорусь заявила, що не знайшла бензопірен в українському шоколаді «Рошен». Раніше подібні висновки зробили Казахстан, Таджикистан і Молдова. Того ж дня було оголошено, що Росспоживнагляд не виявив порушень показників безпеки та якості продукції кондитерської корпорації Roshen, а всі претензії відомства стосуються маркування харчової цінності кондитерських виробів компанії. Відповідно до законодавства Росії зауваження до маркування не можуть призводити до заборони імпорту продукції. Тому уряд РФ почав відмежовуватись від ситуації, і заявляв що це просто самодіяльність митників. 
7 серпня було повідомлено, що кілька українських лабораторій не виявили бензопірену в продукції кондитерської корпорації Roshen. Про необґрунтованість випадів Росспоживнагляду на українські солодощі заявили Національна академія медичних наук України, Держсанепідемслужба та Інспекція захисту прав споживачів. Зокрема, Інститут гігієни та медичної екології ім. А. Н. Марзєєва Національної академії медичних наук України дійшов висновку, що шкідливі речовини в шоколаді відсутні.
29 серпня про відсутність бензопірену в продукції «Рошен» заявила Вірменія.
Росія, ввівши заборону і обмеження на деякі українські товари, порушила правила Світової організації торгівлі (СОТ). «Вони порушують правила СОТ – митні процедури не можуть поширюватися на понад 7 відсотків продукції. Стосовно України – це 34 відсотки. Це пряме порушення норм СОТ», – зазначив Петро Порошенко. У Мінекономрозвитку рішення про торгові обмеження з боку Росії також називали "невиправданим та дискримінаційним" та піднімали питання на засіданні СОТ у Женеві.
Після провалу підписання Угоди про асоціацію з ЄС, в ЗМІ з'явились повідомлення про можливість відновлення поставок з грудня 2013 року. Однак, станом на 5 грудня 2013 року постачання не було відновлено. Російська сторона навіть не надала офіційний список претензій до компанії.

## Шоколадна війна як елемент глобального протистояння
14 серпня 2013 року митна служба Росії включила до переліку «ризикових» всіх без винятку українських експортерів, що фактично на невизначений час блокувало постачання всіх товарів з України. Втрати експортерів в середньому складали близько 20% від вартості експортованого товару.

## Економічні наслідки
Щомісячно «Roshen» експортувало в РФ продукцію на суму близько 135 млн грн (понад 200 млн доларів США на рік). Тому припинення експорту для компанії була відчутною.
Бойкотом "Рошену" справа не обмежилась — із 14 серпня Росія зупинила весь український імпорт до своєї країни, українські підприємці сприйняли, як оголошення торгової війни. Голова Федерації роботодавців України бізнесмен Дмитро Фірташ закликав українську владу захистити вітчизняного виробника та діяти тими ж методами, які застосовують країни Митного союзу.
Сумарні втрати кондитерської корпорації Roshen, підприємств-суміжників і бюджетів усіх рівнів від введеної Росією заборони на постачання до цієї країни продукції корпорації склали понад 1 млрд грн (близько $ 123 млн за тодішнім курсом).

## Політичні наслідки
Росію, як і очікувалося, спробували підтримати партнери по Митному союзу — Казахстан і Білорусь. Але на боці України несподівано зіграв Таджикистан, а незабаром до нього приєднались Молдова й Киргизстан. Після цього Білорусь і Казахстан заявили про цілковиту безпечність продукції Рошен. Як наслідок, Росія, втративши підтримку союзників, також була змушена пом'якшити свою позицію.   
Аналітики з цього приводу відзначили, що у Києві знову згадали про ідею 10-річної давнини щодо перетворення України на другий, альтернативний російському, центр впливу в СНД.
Намір протистояти економічному тиску Росії також ситуативно згуртував політичні еліти України.